# Aliaga (kommunhuvudort i Spanien, Aragonien)
Aliaga är en kommunhuvudort i Spanien.   Den ligger i provinsen Provincia de Teruel och regionen Aragonien, i den östra delen av landet, 250 km öster om huvudstaden Madrid. Aliaga ligger 1 121 meter över havet och antalet invånare är 388.
Terrängen runt Aliaga är huvudsakligen kuperad, men åt sydväst är den platt. Aliaga ligger nere i en dal.  Trakten runt Aliaga är nära nog obefolkad, med mindre än två invånare per kvadratkilometer. Närmaste större samhälle är Montalbán, 19,5 km norr om Aliaga. Omgivningarna runt Aliaga är i huvudsak ett öppet busklandskap.